# Inondazione preistorica del Mar Nero
L'inondazione preistorica del Mar Nero, o ipotesi Ryan-Pitman, è una teoria che propone un'inondazione repentina e catastrofica del Mar Nero da parte di acque provenienti dal mar Mediterraneo, avvenuta intorno al 7150 a.C. o intorno all'8500 a.C., che tra l'altro avrebbe dato anche origine alla favola mitologica del diluvio universale.
Diversi studi scientifici, effettuati per valutare questa tesi, hanno invece sostenuto che fu il Mar Nero a riversarsi nel Mediterraneo, in maniera non catastrofica.

## La teoria
William Ryan e Walter Pitman, geologi della Columbia University, pubblicarono uno studio nell'aprile 1997 (già anticipato alla stampa generalista nel dicembre 1996) recante le prove di una massiccia inondazione attraverso il Bosforo attorno al 5600 a.C. Secondo tale studio, lo scioglimento dei ghiacci in epoca postglaciale aveva trasformato il Mar Nero e il Mar Caspio in vasti laghi d'acqua dolce, mentre il livello del mare continuava a rimanere basso a livello globale. I laghi riversavano le acque nel Mar Egeo. A ghiacciai ritirati, i fiumi che sfociavano nel Mar Nero ridussero la loro portata e trovarono nuovi sbocchi verso il mare del Nord e il livello del Mar Nero prese ad abbassarsi per l'evaporazione. Quindi intorno al 5600 a.C., il Mediterraneo, il cui livello stava aumentando, straripò oltre il Bosforo. L'evento allagò 155 000 km² di territorio e ingrandì molto le dimensioni del Mar Nero a nord e a ovest. Ryan e Pitman scrissero: 

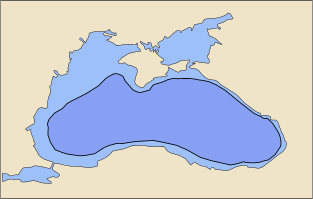
Il Mar Nero oggi (blu chiaro) e nel 5600 a.C. (blu scuro) secondo l'ipotesi Ryan-Pitman

Nonostante l'agricoltura del Neolitico avesse a quel tempo già raggiunto le pianure della Pannonia, gli autori collegano la sua diffusione alla migrazione dei popoli allontanatisi dai territori allagati. È stato quindi ipotizzato che le memorie dei sopravvissuti siano state la fonte originaria del mito del diluvio universale.
Un'iniziale resistenza alla tesi venne da coloro che pretendevano una correlazione più stretta con il Libro della Genesi e la citazione del monte Ararat, o dai sostenitori di una tesi simile ma relativa alla formazione del Golfo Persico nelle valli del Tigri e dell'Eufrate.
Altri studi da parte di oceanografi come Teofilo A. "Jun" Abrajano Jr del Rensselaer Polytechnic Institute e del suo collega canadese Ali Aksu del Memorial University of Newfoundland hanno gettato alcuni dubbi sulla tesi dell'allagamento catastrofico. Il team di Abrajano, in seguito alla scoperta di particolari depositi fangosi nel Mar di Marmara ha concluso che c'è stata una sostanziale interazione tra Mediterraneo e Mar Nero durata almeno 10 000 anni:
In una serie di spedizioni, un team di archeologi marini guidato da Robert Ballard ha identificato quelle che sembrano essere antiche coste, conchiglie di lumache marine, valli di fiumi sommersi, legni lavorati con strumenti e strutture di fattura umana a circa 100 metri dalla costa attuale del Mar Nero sul lato turco. La datazione con carbonio 14 dei molluschi indica un'età approssimativa di 7 000 anni.
Secondo una pubblicazione su New Scientist (4 maggio 2002, p. 13), i ricercatori hanno trovato un delta fluviale sommerso a sud del Bosforo, con prove di un forte flusso di acqua dolce in uscita dal Mar Nero già nell'VIII millennio a.C.
L'analisi dei sedimenti del Mar Nero nel 2004 da parte di un gruppo di ricerca paneuropeo (Assemblage - Noah Project) parrebbe invece confermare la conclusione di Pitman/Ryan. Inoltre, i calcoli di Mark Siddall avevano previsto un canyon sommerso che venne in seguito trovato.
L'ipotesi rimane tuttora oggetto di acceso dibattito tra gli archeologi e i geologi.

## Identificazione con le inondazioni mitiche
La proposta dell'inondazione è stata collegata con vari miti del Diluvio, in particolare con il Diluvio dell'Antico Testamento.
Hershel Shanks, editor del Biblical Archaeology Review, disse che "tutti i moderni studiosi critici della Bibbia considerano il racconto di Noè una leggenda. Ci sono altre storie di allagamenti, ma chi può negare che il diluvio di Noè sia lo stesso del Mar Nero?"
Gruppi fondamentalisti cristiani affermarono che "Il Diluvio Universale non fu un allagamento locale nella zona del Mar Nero, ma un'inondazione su scala globale che ha lasciato segni in ogni continente del pianeta" e che la tempistica non corrisponde, sebbene questa affermazione non sia compatibile con la scienza dato che richiede l'improvvisa produzione e scomparsa di una quantità d'acqua tre volte superiore a quella contenuta in tutti gli oceani del mondo.
Ci sono state anche identificazioni con il mito di Atlantide ed è stato suggerito che l'inondazione causò la migrazione degli Indoeuropei.

## Nascita della teoria
Tutto si deve alle scoperte di Walter Pitman, geofisico del Lamont-Doherty Earth Observatory, a Palisades: "In quel periodo io e Bill Ryan stavamo collaborando con un gruppo di ricercatori: John Frederick Dewey, Maria Cita, Ken Shu e altri", racconta Pitman in un'intervista.
Ed ecco l'ipotesi avanzata da Pitman e collaboratori. Proprio all'inizio di questa epoca sarebbe avvenuta infatti una catastrofe epocale: la sommersione delle coste del mar Nero. Pare che, attorno al 5000 a.C., il mar Nero fosse isolato dal resto del mar Mediterraneo, che fosse riempito di acqua dolce e che il suo livello fosse anche 100 metri al di sotto di quello dei mari salati del pianeta. Logico pensare che sulle sponde di un lago d'acqua dolce così vasto siano fiorite diverse comunità protostoriche. Ma, appunto circa 7 000 anni fa, sarebbe ceduta la diga naturale in corrispondenza dell'attuale Bosforo, che isolava il Mar Nero dal mar Mediterraneo salato: un'immensa cascata durata un anno si sarebbe riversata nel lago, il cui livello si sarebbe sollevato con estrema rapidità, sommergendo tutti gli abitati umani. Pitman ha calcolato addirittura un flusso di 50 chilometri cubici d'acqua al giorno, capaci di innalzare la superficie del Mar Nero di 15 centimetri al giorno. I loro occupanti sarebbero fuggiti disperatamente di fronte al ruggire delle acque, per disperdersi poi nella valle del Danubio e in quella del Tigri e dell'Eufrate, portando con sé il ricordo delle acque distruttrici, da loro interpretate tramite una tremenda punizione divina, che poi andò a confluire nel poema di Gilgameš e nella Bibbia.
Spiega ancora Pitman: